# Bjørn Barth
Bjørn Barth, född 22 mars 1931 i Sandefjord, död 1 maj 2014 i Tønsberg, var en norsk diplomat och officer. Han var i utrikestjänst från 1961 och var Norges ambassadör i Bagdad 1981-1982. Expeditionschef i utrikesdepartementet 1986. Barth var sedan norsk ambassadör hos OECD 1989-1993, i Aten 1994-1996 och i Haag från 1996 till 1999.